# Araszenda
Araszenda (gruz. არაშენდა) – wieś w Gruzji, w regionie Kachetia, w gminie Gurdżaani. W 2014 roku liczyła 1109 mieszkańców.

## Urodzeni
- Micho Mosuliszwili